# 裴庄镇
裴庄镇，原为裴庄乡，是中华人民共和国山西省运城市万荣县下辖的一个镇。2020年3月18日撤乡设镇。

## 行政区划
裴庄乡下辖以下地区：
裴庄村、南卫村、集贤村、范新村、西卫村、远停村、南埝村、徐家崖村、西范村、老庄村、五星庄村、西孝和村、孙石村、岔门口村、寺后村、北百祥村、南百祥村、上王信村、太和村、绍坛村和大荣村。